# Cicindelinae
Le cicindele (Cicindelinae Latreille, 1802) sono una sottofamiglia di coleotteri della famiglia Carabidae, che comprende più di 2000 specie, con distribuzione cosmopolita.
Sono coleotteri di medie dimensioni, con elitre di solito maculate; sono predatori voraci, sia allo stadio larvale che da adulti.

## Descrizione

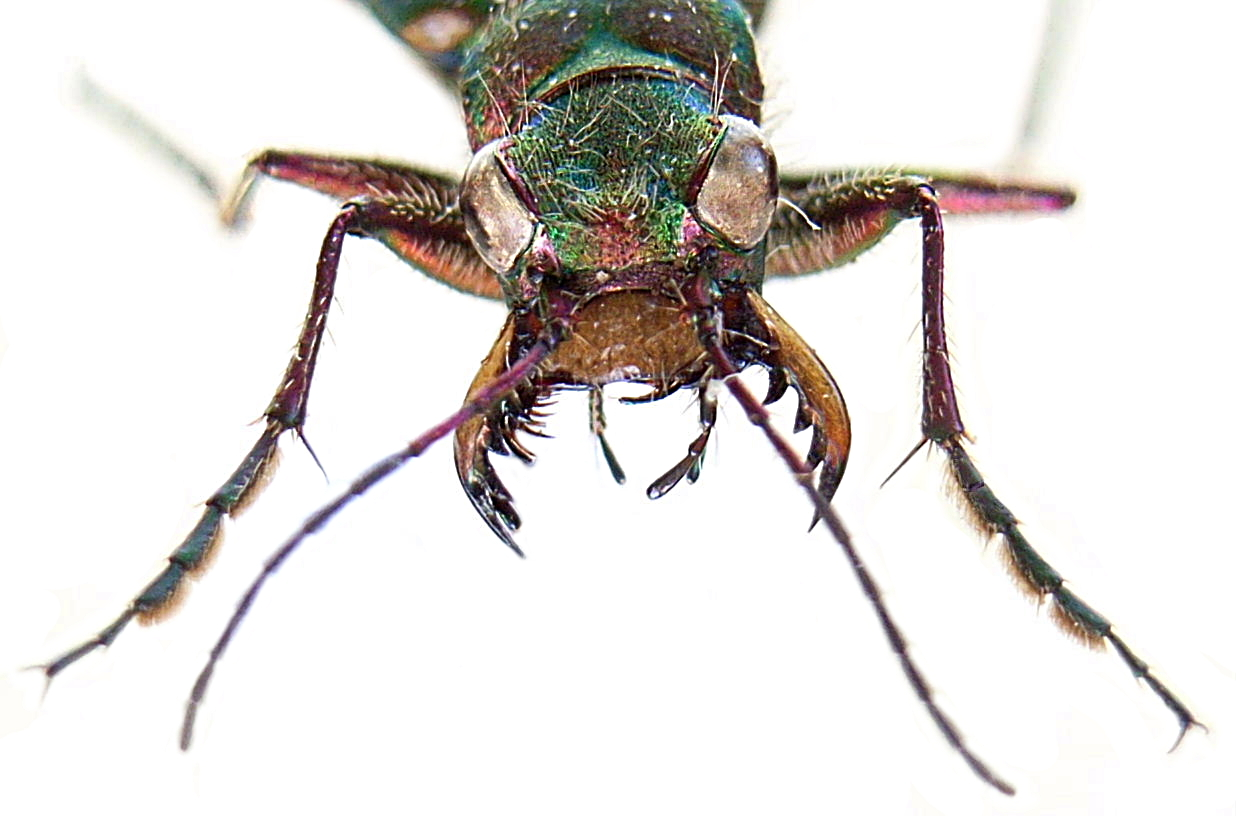
Primo piano della testa di Cicindela campestris

Sono coleotteri di medie dimensioni, con corpo snello e allungato, agili, robusti, con elitre di solito maculate, di colorazioni generalmente sericee, spesso con riflessi metallici, ed ornamentazione simmetrica; ogni specie presenta un disegno distintivo.

La testa è grande, con caratteristiche grandi mandibole denticolate ed acute, che spesso si incrociano distalmente, ed occhi grossi e sporgenti.

Le zampe sono lunghe ed adatte alla corsa. I primi tre articoli dei tarsi anteriori sono dilatati negli esemplari di sesso maschile.

Le antenne, filiformi, contano 15 articoli.

Il gruppo si riconosce tra gli adefagi per la morfologia del clipeo e per la presenza di caratteristici processi detti "speroni" sulle tibie anteriori dello stadio immaginale.

La larva ha caratteristici uncini sul quinto tergite, ed assenza di urogonfi. Possiede un ampio campo visivo fornito dagli ocelli, due grandi, due piccoli e sovente due piccolissimi.

## Biologia
Linneo, nel suo Systema Naturae, definì le cicindele come insectorum tigrides veloces e dalla descrizione linneiana deriva l'appellativo dato dagli anglosassoni a questi coleotteri: tiger-beetles, cioè coleotteri tigre. Tale denominazione si riferisce al loro essere predatori voraci, in perenne movimento deambulatorio.
Tale caratteristica si manifesta sin dallo stadio larvale: le larve si nutrono di piccoli invertebrati, ai quali tendono agguati stando nascoste in cunicoli scavati nel terreno o nei tronchi, dai quali fuoriescono con scatti fulminei, resi possibili da strutture ad uncino poste sul quinto tergite addominale; agguantata la preda, questa viene trasportata sul fondo del cunicolo e divorata. Tale comportamento ricorda vagamente quello della più nota larva del formicaleone.
Lo sviluppo postembrionale dura alcuni anni, nelle specie mediterranee tra due e quattro.
Negli stadi preimmaginali vengono parassitate sovente da imenotteri icneumonidi.
Gli adulti predano ogni genere di artropode od altro invertebrato presente nell'ambiente. La loro presenza all'interno di un dato habitat, in quanto predatori situati al vertice della catena alimentare delle comunità di microinvertebrati, è un indicatore di integrità dell'ambiente.
Caratteristica è anche la modalità di accoppiamento: il maschio afferra la femmina con le mandibole, grazie anche a degli speciali solchi o fossette che questa presenta sul mesepisterno, immobilizzandola. Ciò le rende in questa fase, particolarmente vulnerabili ai predatori (mammiferi, uccelli, talora ditteri asilidi).

## Distribuzione e habitat
La sottofamiglia Cicindelinae comprende più di 2000 specie, con distribuzione cosmopolita, diffuse in ogni angolo del pianeta ad eccezione delle regioni polari e di alcune remote isole come le Hawaii, le Canarie o le Maldive.
L'habitat con il maggior numero di specie di cicindele è certamente quello delle foreste tropicali, ma ambienti tipici sono anche le spiagge sabbiose, le scogliere rocciose, i terreni retrodunali, gli argini e i greti fluviali; alcune specie si ritrovano fino ai pascoli alpini (oltre i 3000 m sulle Alpi), altre si sono adattate ad habitat acquatici, arboricoli, e in qualche caso termitofili.

## Tassonomia
Comprende i seguenti generi:
- Tribù Cicindelini Latreille, 1802
  - Sottotribù Cicindelina Latreille, 1802
    - Abroscelis Hope, 1838
    - Antennaria Dokhtouroff, 1883
    - Apteroessa Hope, 1838
    - Archidela Rivalier, 1963
    - Bennigsenium W. Horn, 1897
    - Brasiella Rivalier, 1954
    - Callytron Gistl, 1848
    - Calomera Motschulsky, 1862
    - Cephalota Dokhtouroff, 1883
    - Chaetodera Jeannel, 1946
    - Cicindela Linnaeus, 1758
    - Cratohaerea Chaudoir, 1850
    - Cylindera Westwood, 1831
    - Dromicoida Werner, 1995
    - Dromochorus Guerin-Meneville, 1845
    - Ellipsoptera Dokhtouroff, 1883
    - Enantiola Rivalier, 1961
    - Eunota Rivalier, 1954
    - Eurymorpha Hope, 1838
    - Euzona Rivalier, 1963
    - Grandopronotalia W. Horn, 1936
    - Guineica Rivalier, 1963
    - Habrodera Motschulsky, 1862
    - Habroscelimorpha Dokhtouroff, 1883
    - Hypaetha Leconte, 1860
    - Jansenia Chaudoir, 1865
    - Leptognatha Rivalier, 1963
    - Lophyra Motschulsky, 1859
    - Macfarlandia Sumlin, 1981
    - Manautea Deuve, 2006
    - Micromentignatha Sumlin, 1981
    - Microthylax Rivalier, 1954
    - Myriochila Motschulsky, 1862
    - Naviauxella Cassola, 1988
    - Neocicindela Rivalier, 1963
    - Neolaphyra Bedel, 1895
    - Notospira Rivalier, 1961
    - Opilidia Rivalier, 1954
    - Orthocindela Rivalier, 1972
    - Oxycheilopsis Cassola & Werner, 2004
    - Polyrhanis Rivalier, 1963
    - Prothymidia Rivalier, 1957
    - Rivacindela Nidek, 1973
    - Salpingophora Rivalier, 1950
    - Sumlinia Cassola & Werner, 2001
    - Thopeutica Schaum, 1861

  - Sottotribù Iresina Rivalier, 1971
    - Diastrophella Rivalier, 1957
    - Distipsidera Westwood, 1837
    - Eucallia Guerin-Meneville, 1844
    - Euprosopus Dejean, 1825
    - Iresia Dejean, 1831
    - Langea W. Horn, 1901
    - Megalomma Westwood, 1842
    - Nickerlea W. Horn, 1899
    - Rhysopleura Sloane, 1906
    - Rhytidophaena Bates, 1891

  - Sottotribù Oxychilina Chaudoir, 1860
    - Cheiloxya Guerin-Meneville, 1855
    - Oxycheila Dejean, 1825
    - Pseudoxycheila Guerin-Meneville, 1839

  - Sottotribù Prothymina W.Horn, 1906
    - Baloghiella Mandl, 1981
    - Caledonica Chaudoir, 1860
    - Caledonomorpha W. Horn, 1897
    - Calyptoglossa Jeannel, 1946
    - Cenothyla Rivalier, 1969
    - Cheilonycha Lacordaire, 1843
    - Darlingtonica Cassola, 1986
    - Dilatotarsa Dokhtouroff, 1882
    - Dromica Dejean, 1826
    - Euryarthron Guerin-Meneville, 1849
    - Heptodonta Hope, 1838
    - Neochila Basilewsky, 1953
    - Odontocheila Laporte, 1834
    - Opisthencentrus W. Horn, 1893
    - Oxygonia Mannerheim, 1837
    - Oxygoniola W. Horn, 1892
    - Paraphysodeutera J. Moravec, 2002
    - Pentacomia Bates, 1872
    - Peridexia Chaudoir, 1860
    - Phyllodroma Lacordaire, 1843
    - Physodeutera Lacordaire, 1843
    - Pometon Fleutiaux, 1899
    - Prepusa Chaudoir, 1850
    - Probstia Cassola, 2002
    - Pronyssa Bates, 1874
    - Pronyssiformia W. Horn, 1929
    - Prothyma Hope, 1838
    - Ronhuberia J. Moravec & Kudrna, 2002
    - Socotrana Cassola & Wranik, 1998
    - Stenocosmia Rivalier, 1965
    - Vata Fauvel, 1903
    - Waltherhornia Olsoufieff, 1934

  - Sottotribù Theratina W.Horn, 1893
    - Therates Latreille, 1816

| - Tribù Collyridini Brulle, 1834 - Sottotribù Collyridina Brulle, 1834 - Collyris Fabricius, 1801 - Neocollyris W. Horn, 1901 - Protocollyris Mandl, 1975 - Sottotribù Ctenostomina Ganglbauer, 1892 - Ctenostoma Klug, 1821 - Pogonostoma Klug, 1835 - Sottotribù Tricondylina Naviaux, 1991 - Derocrania Chaudoir, 1860 - Tricondyla Latreille, 1822 - Tribù Manticorini Csiki, 1907 - Mantica Kolbe, 1896 - Manticora Fabricius, 1792 - Tribù Megacephalini Laporte, 1834 - Sottotribù Megacephalina Laporte, 1834 - Amblycheila Say, 1829 - Aniara Hope, 1838 - Megacephala Latreille, 1802 - Metriocheila Thomson, 1857 - Omus Eschscholtz, 1829 - Picnochile Motschulsky, 1856 - Sottotribù Platychilina W.Horn, 1908 - Platychile Macleay, 1825 | Alcune specie |

Il genere Manticora, il cui nome è ispirato a una creatura mitica, diffuso in Africa australe, comprende le specie più grandi conosciute.

### Specie presenti in Italia
| In Italia sono presenti le seguenti specie: - genere Calomera - Calomera littoralis Fabricius, 1787 - Calomera littoralis fiorii (Grandi, 1906) - Calomera littoralis nemoralis (Olivier, 1790) - Calomera lugens Dejean, 1831 - Calomera lunulata Fabricius, 1781 - genere Cephalota - Cephalota maura (Linnaeus, 1758) - Cephalota circumdata (Dejean, 1822) - Cephalota circumdata circumdata (Dejean, 1822) - Cephalota circumdata imperialis (Klug, 1834) - Cephalota circumdata leonschaeferi (Cassola, 1970) - Cephalota litorea (Forskal, 1775) - Cephalota litorea goudoti (Dejean, 1829) - genere Cicindela - Cicindela campestris Linnaeus, 1758 - Cicindela campestris campestris Linnaeus, 1758 - Cicindela campestris nigrita Dejean, 1825 - Cicindela campestris saphyrina Gené, 1836 - Cicindela campestris siculorum Schilder, 1953 - Cicindela gallica Brullé, 1834 - Cicindela hybrida Linnaeus, 1758 - Cicindela hybrida riparia Dejean, 1822 - Cicindela majalis Mandl, 1936 - Cicindela maroccana Fabricius, 1801 - Cicindela maroccana pseudomaroccana Roeschke, 1891 - Cicindela sylvicola Dejean, 1822 - genere Cylindera Westwood, 1831 - Cylindera arenaria (Fuesslin, 1775) - Cylindera germanica (Linnaeus, 1758) - Cylindera germanica germanica (Linnaeus, 1758) - Cylindera germanica sobrina (Gory, 1833) - Cylindera trisignata (Dejean, 1822) - Cylindera trisignata trisignata (Dejean, 1822) - Cylindera trisignata siciliensis (W.Horn, 1891) - genere Lophyra - Lophyra flexuosa (Fabricius, 1787) - Lophyra flexuosa circumflexa (Dejean, 1831) - Lophyra flexuosa flexuosa (Fabricius, 1787) - Lophyra flexuosa sardea (Dejean, 1831) - genere Myriochila - Myriochila melancholica (Fabricius, 1798) | - Calomera littoralis - Cephalota circumdata - Cephalota litorea goudoti - Cicindela campestris - Cicindela gallica - Cicindela maroccana - Cylindera arenaria - Cylindera germanica - Lophyra flexuosa - Myriochila melancholica |